# Escalade en dévers

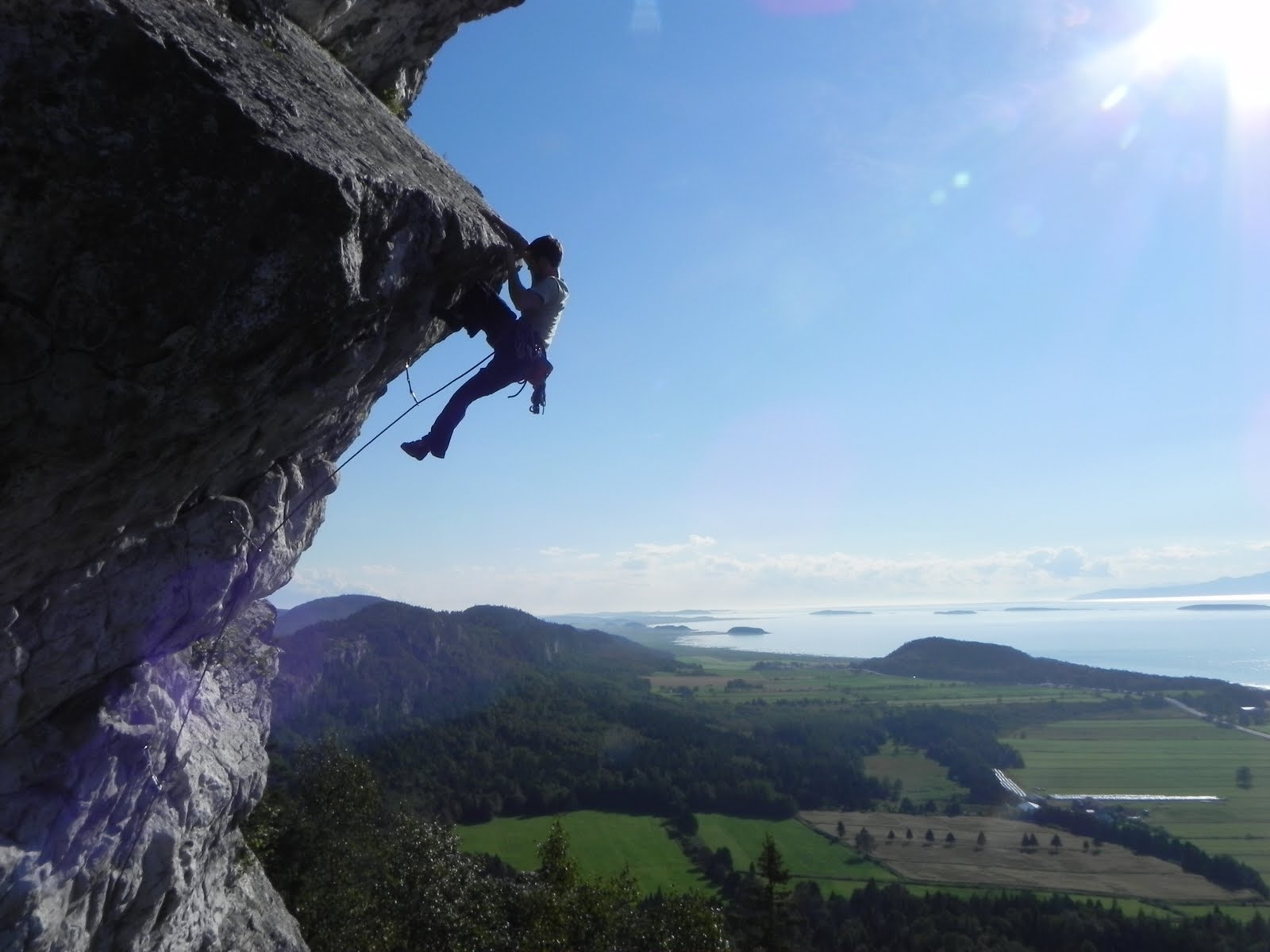
Un pratiquant d'escalade sportive passant un surplomb

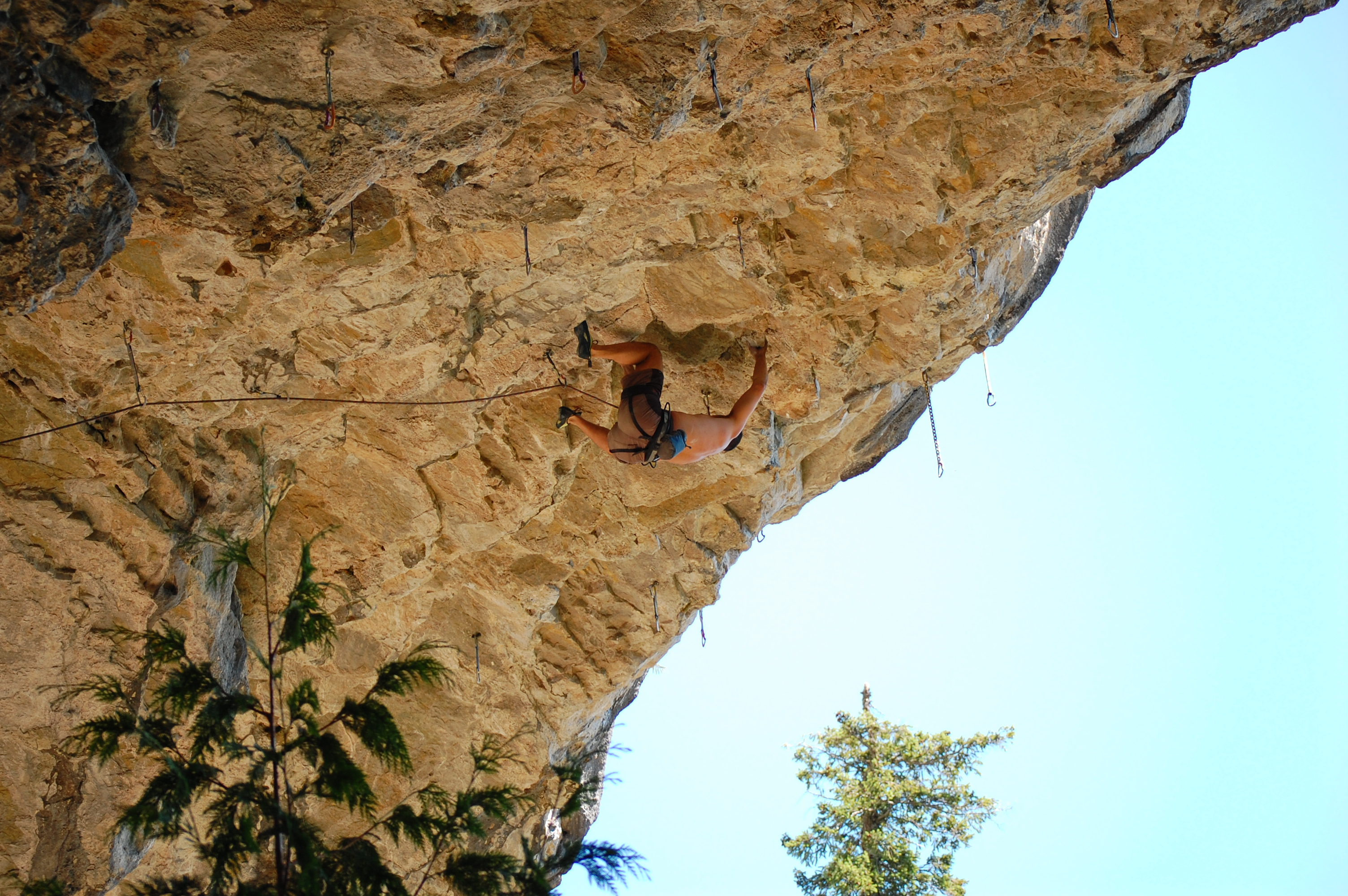
Escalade sportive de haut-niveau, dans un toit.

L’escalade en dévers désigne l'escalade pratiquée sur les profils en surplomb et sous les toits (paroi horizontale).
Ce style d'escalade se caractérise par des techniques et exigences physiques spécifiques, par rapport à l'escalade en dalle ou en fissure. Avec l'augmentation de la pente, l'effort fourni par les bras et les mains augmente de plus en plus, puisque les pieds soutiennent de moins en moins le poids du corps. De même les points de repos pour soulager les muscles (particulièrement les positions permettant de lâcher les 2 mains) sont rares. Pour soulager les bras, le centre de gravité du grimpeur doit être placé le plus près de la paroi. Différentes techniques sont utilisées pour rapprocher le corps de la paroi ou limiter l'effort des bras : progression avec le bassin sur le côté (carres externes, drapeau), progression à bras tendus (roulé d'épaule, yaniro), coincement de genou, etc.
Le dévers est aussi un style d'escalade qui requiert des capacités physiques spécifiques : force des bras, gainage, blocage. Certaines techniques de pied comme le crochet de pointe, le double crochet pointe-talon sont presque exclusivement utilisés dans les surplombs, notamment pour le déplacement horizontal dit « 3D » sous les toits. D'autres passages peuvent être réalisés en no foot, avec les pieds pendant dans le vide.

## Histoire
Historiquement, les alpinistes passaient les surplombs avec des techniques d'escalade artificielle (pitons, crochets, échelles). La pratique de l'escalade libre en dévers est plus récente et liée à l'évolution de l'escalade sportive et du bloc (augmentation de la sécurité et de la difficulté). Ce style est actuellement très populaire chez les grimpeurs, en raison notamment de la généralisation de l'entraînement en salle (murs, pans) où les surplombs et toits sont très fréquents à partir d'un niveau moyen de difficulté. En alpinisme, les parois en dévers sont récemment devenues le terrain de pratique du dry-tooling et de manière exceptionnelle de l'escalade mixte de haut-niveau.

Galerie

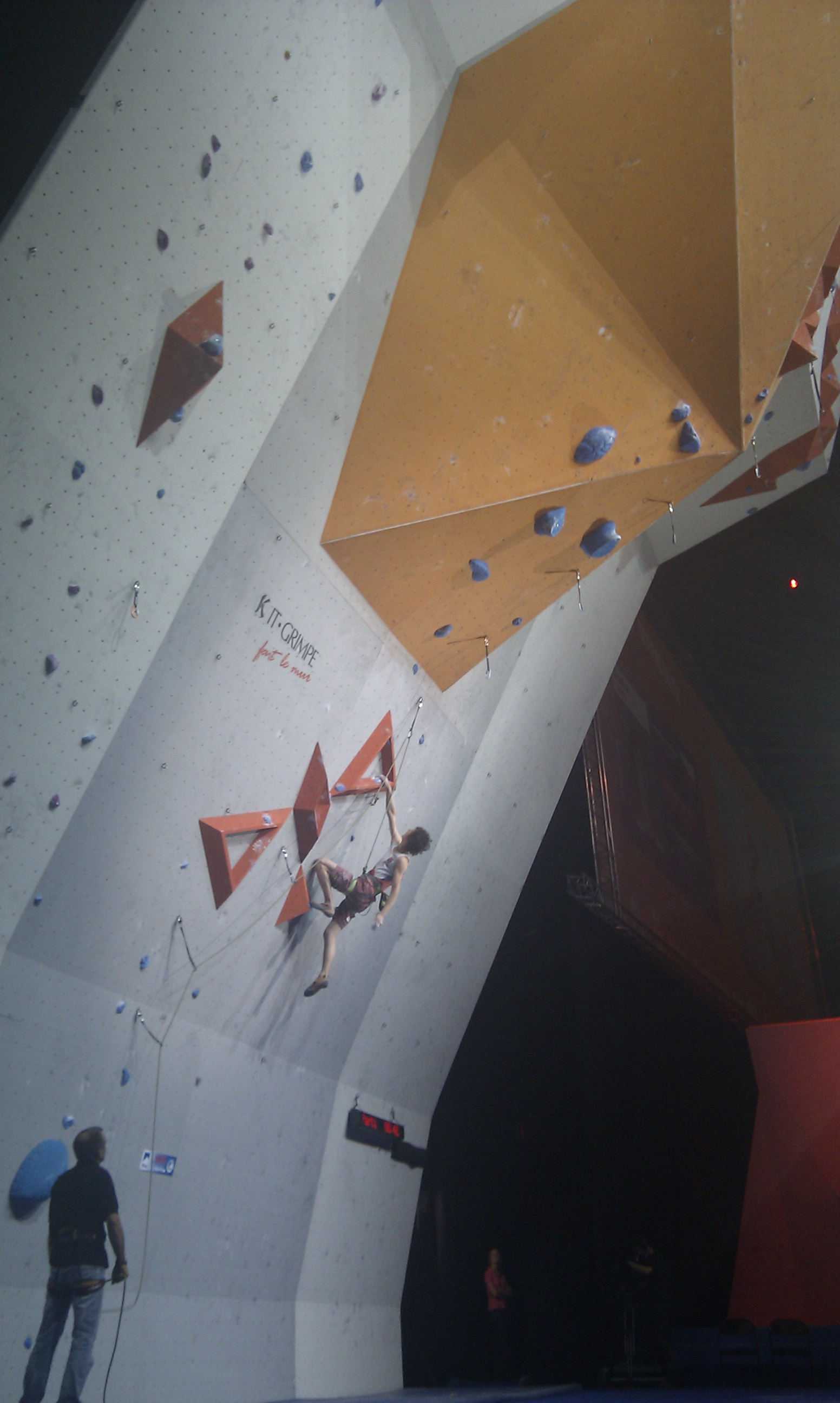
Compétition de difficulté sur un profil déversant
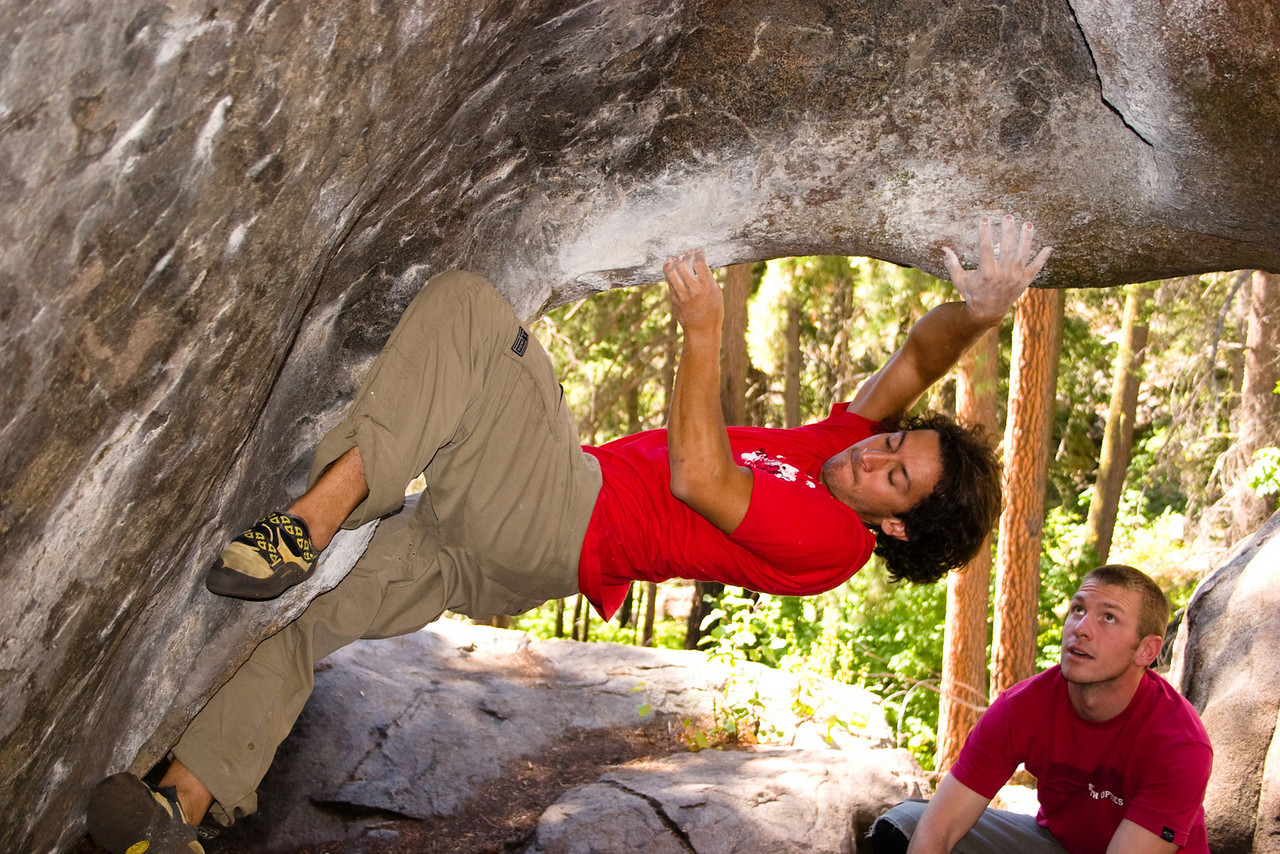
Escalade de bloc en dévers
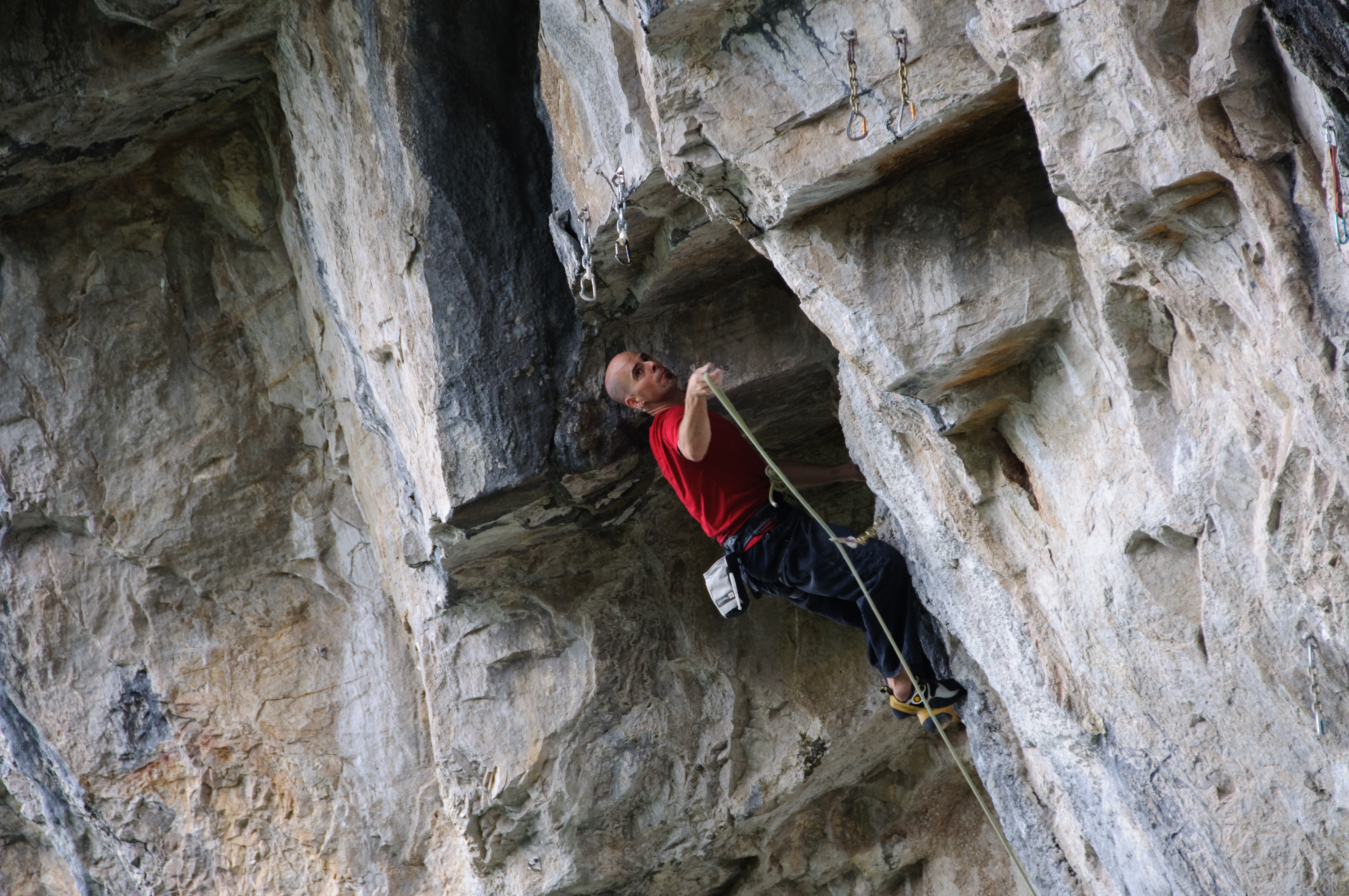
Escalade sportive en dévers avec une succession de toits.
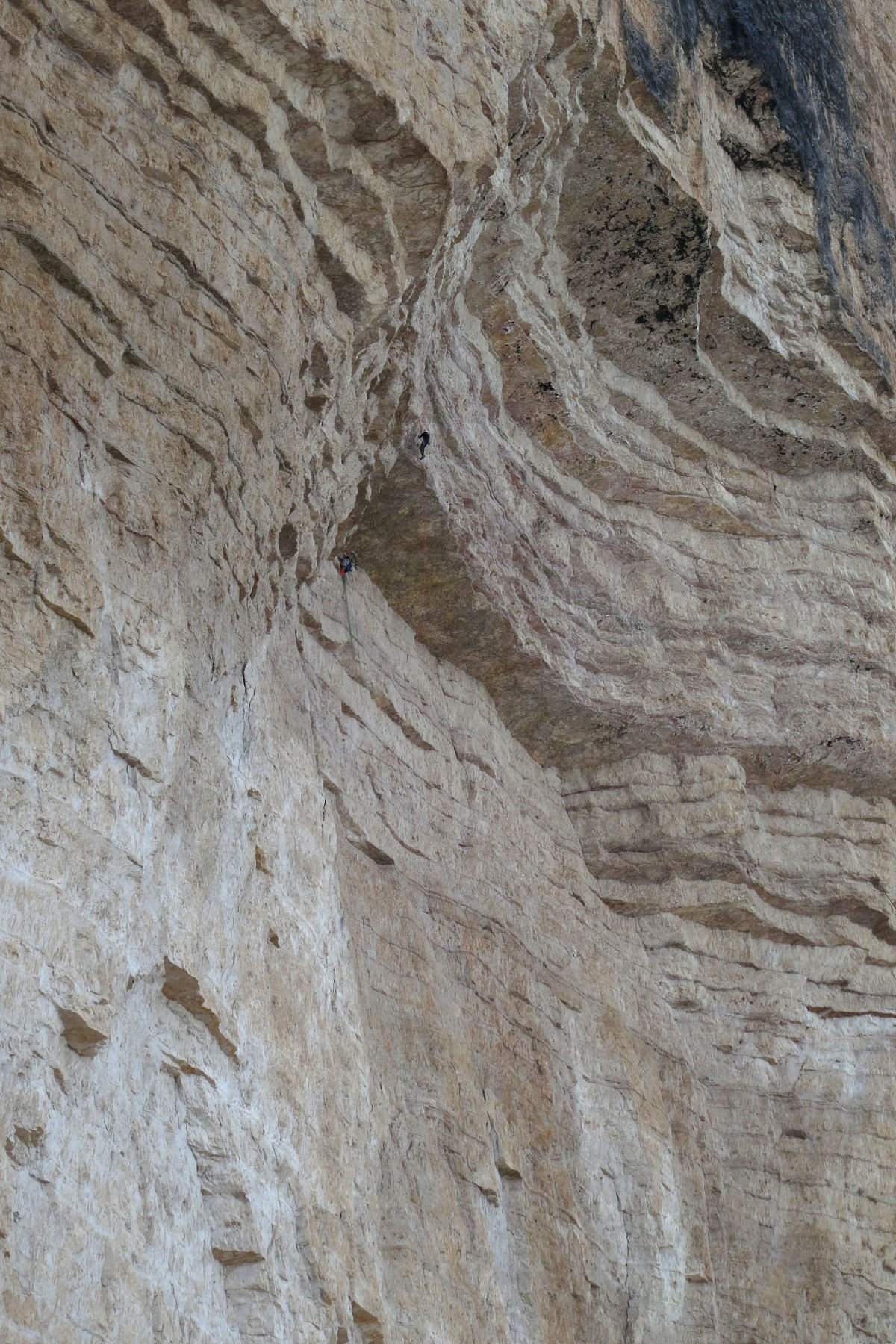
Deux alpinistes dans le grand toit de la Cima Ovest, avec un surplomb de 40 mètres.
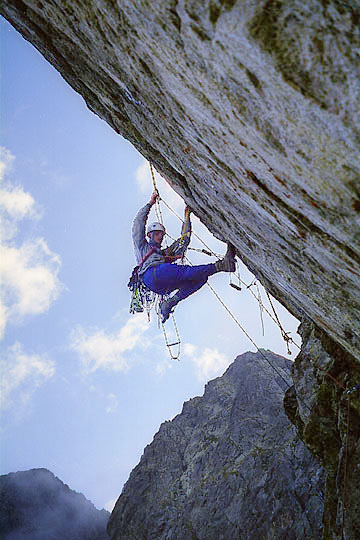
Progression en escalade artificielle sur un surplomb, à l'aide de points de progression et d'étriers.
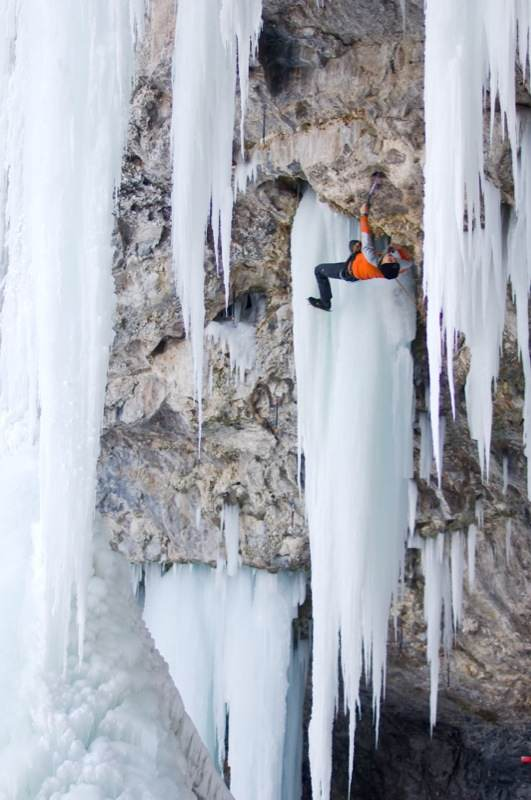
Escalade mixte (rocher et glace) de haut niveau, en dévers
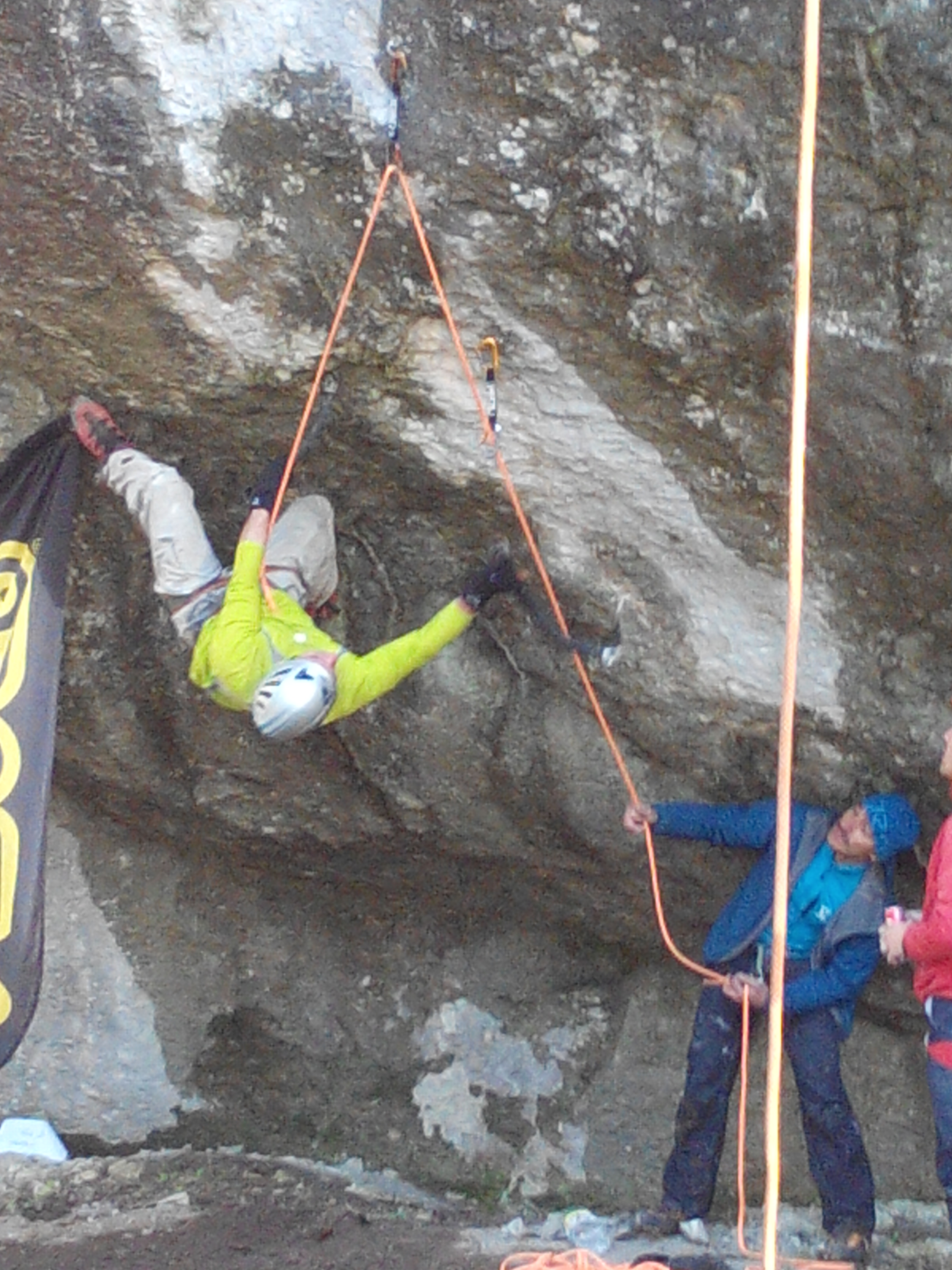
Dry-tooling sur section déversante